# Capcom Beat 'Em Up Bundle
Capcom Beat 'Em Up Bundle (pubblicato in Giappone come Capcom Belt Action Collection (カプコン ベルトアクション コレクション?, Kapukon Beruto Akushon Korekushon)), è una raccolta di picchiaduro a scorrimento arcade di Capcom sviluppata e pubblicata da Capcom. La collezione fu distribuita digitalmente per Nintendo Switch, PlayStation 4, Steam e Xbox One nel settembre del 2018. Una versione fisica venne pubblicata nel mese di dicembre per PlayStation 4 e Nintendo Switch, solo per il mercato Giapponese.

## Modalità di gioco
Capcom Beat 'Em Up Bundle è una raccolta di sette picchiaduro a scorrimento di Capcom:
- Final Fight (1989)
- Captain Commando (1991)
- The King of Dragons (1991)
- Knights of the Round (1991)
- Warriors of Fate (1992)[2]
- Armored Warriors (1994)
- Battle Circuit (1997)

Ciascun gioco incluso può essere giocato sia nella sua versione inglese che giapponese nel formato 4:3 originale con una cornice che copre le rimanenti parti dello schermo. Inoltre, tutti i giochi supportano il multiplayer online. Questa raccolta per la prima volta converte per le console casalinghe Armored Warriors e Battle Circuit. La collezione include una galleria con bozze, disegni, artwork e locandine.